# Мантія (геральдика)
Мантія або покров (намет, балдахін, фр. Le manteau) — гербова прикраса, що походить від лицарських турнірів.

## Історія
Мантія — слово має французьке коріння і дослівно означає — «пальто». У геральдиці аналогічно, герб немов «одягають в пальто», «кутають» його в дорогу вуаль.
Цей звичай пояснюється тим, що на турнірах лицар, чекаючи годинами черги вступити до бою, ставив намет або шатро, прикрашений власною атрибутикою, під яким поміщав свою зброю і амуніцію. Так в геральдиці виникло правило показувати мантію, увінчану короною, у вигляді шатра, що спускається з-під корони.
В гербі суверенних суб'єктів використовуються мантії державного кольору — у суверенів, а у князів — пурпурового оксамиту на горностаєвому хутрі, де верхні кути мантії, а іноді й середини верхньої її частини перев'язані золотими шнурами з дармовисами. Мантії іноземних держав, іноді мають засіяну державними емблемами баню. У Франції пери імперії мали темно-синю мантію, а державний канцлер — парчеву. У гербах можновладних осіб, мантія зазвичай парчева. У гербах, що мають мантію, він розташовується всередині останньої. У руській (українській) геральдиці — мантія з короною явно вказує, що спадкоємці герба належать до княжого роду. В Російській імперії при складанні Загального гербовника Павло I наказав «для відзначення тих дворянських прізвищ, котрі дійсно походять від родів княжих, хоча цього титулу і не мають, залишати в гербах їх корону і мантію».
Деякі геральдисти виводять вживання гербової мантії і покрову (шатра), почасти, від вживання намету. Оскільки він іноді був такої величини, що покривав не лише шолом, але і плечі лицаря.
Покров (намет) — за словами геральдистів, це тканина, на якій розташовується герб і служить відмітною ознакою верховної влади, складається з вершини і куртин, робиться пурпуровим або золотим, обшивається золотою бахромою. Спочатку покров фігурувала тільки на королівських гербах, але з XVII століття вони стали оточувати балдахіном, а мантія була залишена за князями, герцогами і перами. Покров у гербах французьких королів та інших государів з дому Бурбонів — блакитна, оксамитова усіяна ліліями. Покров герцогів Мельци — зелена. Покров обов'язково повинна бути увінчана короною. Італійський регламент суворо зазначає: «Покров, як елемент спадку, дозволяється вживати титуловані князі і герцоги. За межами цієї титулованої групи не передбачено навіть особливих випадків пожалування покрову або невеликої мантії, розписаної фігурами і полями щита. Покров князів і герцогів — з пурпурового оксамиту, підбита горностаєм, без позумента, вишивки, облямівки і бахроми. Вона зображується спадаючою або з шолома, або з корони, обтяжена гербом, вгорі з боків перев'язана золотими шнурами. На покров можуть поміщатися повний герб зі щитом, клейнодом, щитотримачами і стрічками з девізами, або щит спирається на орла».
Балдахін — це особливий покров, якій можуть прикрашати власні герби тільки імператори, королі і суверенні правителі. Італійський термін «manto» може означати, як покров, так і балдахін. Французький термін «pavillon» позначає у власному розумінні слова «прапор», але також і «намет», звідки і балдахін, який розуміється як щось на зразок архітектурної споруди. У такому значенні «завіси» він і був задуманий в XVII столітті Філібером Моро. Людовик XIV, «король-сонце», спраглий у всьому сонячної пишноти, не міг залишити без уваги цей ефектний геральдичний балдахін і (близько 1680) ввів його до свого герба. Цей перший французький балдахін з синього оксамиту, усіяний золотими ліліями, який надалі став об'єктом наслідування інших монархів (але, як правило, вже пурпурового кольору), складався з верхньої частини (іт. Colmo, cappello, cima) і з Пологів (cortine), або ж завіс, що сподали як мантія. Таку композицію можна бачити в гербі італійського королівства, в його остаточному вигляді, сформованому до XIX століття.

## Галерея

### Королівські мантії

Герб королівської Франції (сучасна реконструкція)
[[First French Empire|Наполеонівська геральдична мантія та вершина, увінчані наполеонівською короною
Герб голландського монарха з мантією і вершиною
Великий герб Швеції з фіолетовою мантією, але без вершини
Колишній герб короля Швеції Карла XVI Густава як спадкового принца із блакитною князівською мантією

### Некоролівські мантії

Мантія і княжа корона принца Священної Римської імперії
Геральдична композиція герцога і пера Франції
Мантія і коронетка гранда Іспанії
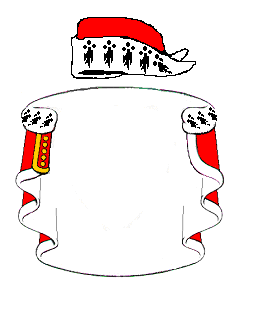
Історична мантія і шапка шотландського феодального барона

Орденські мантії

Герб іспанського монарха з мантією ордена Карла III (до 1931 року)
Герб Максиміліана фон Фюрстенберга з мантією ордена Гробу Господнього
Герб Мальтійського ордену з мантією
Герб ордена Святого Лазаря з мантією